# Limnozetidae
Limnozetidae é uma família de ácaros pertencentes à ordem Sarcoptiformes.
Géneros:
- Antarcticola Wallwork, 1967
- Limnozetella Willmann, 1932
- Limnozetes Hull, 1916